# Serafim Guimarães
Serafim Correia Pinto Guimarães (Espargo, Santa Maria da Feira, 2 de maio de 1934) é um professor de Medicina e Farmacologia português. Foi Vice-Reitor da Universidade do Porto e Presidente da Liga dos Amigos do Hospital de São João.

## Biografia
Serafim Guimarães nasceu em 2 de maio de 1934 em Espargo, Santa Maria da Feira, no distrito de Aveiro. Segundo filho de Américo Ferreira Pinto Guimarães e Maria Emília Correia Guimarães. 
Frequentou a Escola Primária em Espargo (1941-1944) e fez os estudos secundários em Espinho (Colégio de São Luís, 1945-1952). Licenciou-se em Medicina (Faculdade de Medicina do Porto (1959). Em outubro de 1960 defendeu Tese de Licenciatura e iniciou a carreira universitária como assistente de Terapêutica Geral.
Em janeiro de 1963 foi mobilizado pelo Ministério do Exército seguindo para Angola, onde prestou serviço militar na Companhia de Caçadores 448 (5 meses) e no Hospital Militar de Luanda (20 meses).
Em dezembro de 1965, regressou ao Continente e retomou o seu lugar na Faculdade de Medicina do Porto onde recomeçou a sua atividade de docência e investigação. Com uma bolsa da Fundação Alexander Humboldt, estagiou no Instituto de Farmacologia de Essen (maio-novembro de 1966).
Em dezembro de 1968, defendeu a Tese de Doutoramento intitulada Recetores Adrenérgicos – Ensaio de Interpretação e Análise que foi aprovada com a classificação de 19 valores.
Em fevereiro e março de 1970 ministrou um Curso de Farmacologia Experimental em Lourenço Marques (Maputo) e participou na montagem do Laboratório de Farmacologia dos Estudos Gerais Universitários de Moçambique.
Em 1971 (4 meses) e em 1977 (5 meses) estagiou no Instituto de Farmacologia da Universidade de Würzburg.
Em 1973, por concurso público, foi aprovado por unanimidade professor extraordinário de Farmacologia e Terapêutica e em 1979 por concurso documental foi nomeado professor catedrático.
Desde o fim da mobilização militar (1966) até à jubilação (2005) ensinou Farmacologia e Terapêutica e fez investigação na Faculdade de Medicina do Porto.
Casado com Maria de Fátima Martins de Sousa (Pinto Guimarães) tem três filhos: João Tiago, Henrique José e Maria Joana e dez netos.
De 1960 a 1968 ministrou todas as aulas práticas da cadeira de Terapêutica Geral. De 1968 a 1992 partilhou, com o Prof. José Garrett, as aulas teóricas de Farmacologia e de 1992 a 2005 regeu o ensino de Farmacologia.
Foi professor visitante em
- Freiburg i.Br. (1979, 1986, 1988, 1994, 1999, 2002)[onde?]
- Odense (1980)[onde?]
- Würzburg (1985, 1989)[onde?]
- São Paulo (1989)[onde?]

Foram seus discípulos de doutoramento
Da Faculdade de Medicina do Porto:
- Fernando Augusto Andrade de Abreu Brandão (1980)
- Daniel Filipe Lima Moura (1988)
- José Pedro Lopes Nunes (1996)
- Manuel Joaquim Lopes Vaz da Silva (1996)
- Rosa Sousa Martins da Rocha Begonha (1999)
- Alberto Vieira da Mota (2004)

Da Faculdade de Farmácia do Porto:
- Jorge Moreira Gonçalves (1991)
- Jorge Alberto de Barros Brandão Proença (1991)
- Helder Pinheiro (co-orientador) (2003)

Da Faculdade de Farmácia de Coimbra
- Isabel Vitória Neves de Figueiredo Santos Pereira (1998)

### Cargos
- Presidente da Liga dos Amigos do Hospital de São João[5]
- Presidente do Conselho Consultivo do Centro Hospitalar de São João[6][7]
- Membro do Conselho Consultivo da Real Associação do Porto[8]
- Membro do Conselho Superior da Comissão de Vigilância do Castelo de Santa Maria da Feira
- Membro do Secretariado da Pastoral Familiar da Diocese do Porto[9]

Cargos desempenhados
- Vice-Reitor da Universidade do Porto[10] (1984-1985)
- Presidente do Conselho Diretivo da Faculdade de Medicina do Porto (1983-1984)[11]
- Presidente da Comissão Técnica de Medicamentos-Infarmed (1997-2000)[12]
- Presidente da Sociedade Portuguesa de Farmacologia (1995-1998)[13]
- Presidente do Colégio da Especialidade de Farmacologia Clínica - Representante Português da Sociedade Internacional de Farmacologia (1978-1981)[14]
- Membro da Comissão Instaladora da Sociedade Europeia de Farmacologia (EPHAR) (1986-1988)[15]
- Diretor Clínico das Termas de Monfortinho (1969-2000)[16]
- Consultor Científico do Laboratório Paracélsia (1960-1971)[17]
- Consultor Científico dos Laboratórios BIAL (1972-1995)[18]
- Coordenador do Curso de Pós-graduação em Hidrologia e Climatologia Médica da Universidade do Porto

## Publicações científicas
De entre as 351 publicações científicas da sua autoria são consideradas como as de maior impacto:
1. Guimarães S.: Thesis, Porto, 1968
2. Guimarães S. and W Osswald: Eur J Pharmacol 5: 133-140, 1969
3. Guimarães S.: Arch Int Pharmacodyn. Ther.179: 188- 201, 1969
4. Osswald W. S. Guimarães and A. Coimbra : Naunyn Schmiedebergs Arch Pharmacol 269: 15- 31, 1971
5. Przuntek H, S. Guimarães and A Philippu: Naunyn-Schmiedebergs Arch Pharmacol 271: 311-319, 1971
6. Guimarães S, W Cardoso, MC Oliveira and D Branco: Naunyn-Schmiedebergs Arch Pharmacol  286: 401-412, 1975
7. Guimarães S: Eur J Pharmacol 34: 9-19, 1975
8. Guimarães and MQ Paiva: J Pharm Pharmacol 29: 502- 503.1977
9. Guimarães S, F Brandão and MQ Paiva: Naunyn Schmiedebergs Arch Pharmacol 305:185-188, 1978 (considerado um clássico-mais de 100 citações)
10. Paiva MQ and S. Guimarães : Naunyn-Schmiedebergs Arch Pharmacol 303. 221-228,1978
11. Brandão F, MQ Paiva and S. Guimarães: Naunyn-Schmiedebergs Arch Pharmacol 311: 1-7, 1980
12. Guimarães S and MQ Paiva: Naunyn-Schmiedebergs Arch Pharmacol 316: 195-199, 1981
13. Guimarães S and MQ Paiva: Naunyn-Schmiedebergs Arch Pharmacol 316: 200-2004, 1981
14. Guimarães S.: Trends in Pharmacol Sci 3:159-161,1982
15. Osswald W and S. Guimarães: Rev Physiol Biochem Pharmacol 96: 53-122. 1983
16. Polónia JJ, MQ Paiva and S. Guimarães: J Pharm Pharmacol 37: 205-208, 1984
17. Guimarães S and U Trendelenburg: Trends in Pharmacol Sci    6: 371-374, 1985
18. Guimarães S: New Aspects of the Role of Adrenoceptors in the Cardiovascular System  (livro)  pp.129-138, 1986
19. Guimarães, MQ Paiva and D Moura: Naunyn-Schmiedebergs Arch Pharmacol 335: 397- 402, 1987
20. Gonçalves J, JP Nunes, MQ Paiva and S. Guimarães: Naunyn-Schmiedebergs Arch Pharmacol 338: 234-238, 1998
21. Guimarães S, H Pinheiro, P Tavares, A Loio and D Moura: Naunyn-Schmiedebergs Arch Pharmacol 363: 509-514, 2001
22. Guimarães S. and D Moura: Pharmacol Rev.53: 319-356, 2001(considerado um clássico-mais de 600 citações)
23. Trendelenburg AU, A Meyer, N Klebroff , S. Guimarães, K Starke: Brit J Pharmacol 138: 1389-1402, 2003
24. Guimarães S, C Carneiro, F Brandão, H Pinheiro, AA Teixeira and D Moura: Naunyn-Schmiedebergs Arch Pharmacol 370: 262-269, 2004
25. Guimarães S and H Pinheiro: Cardiovascular Res 67: 208-215, 2005

## Obras

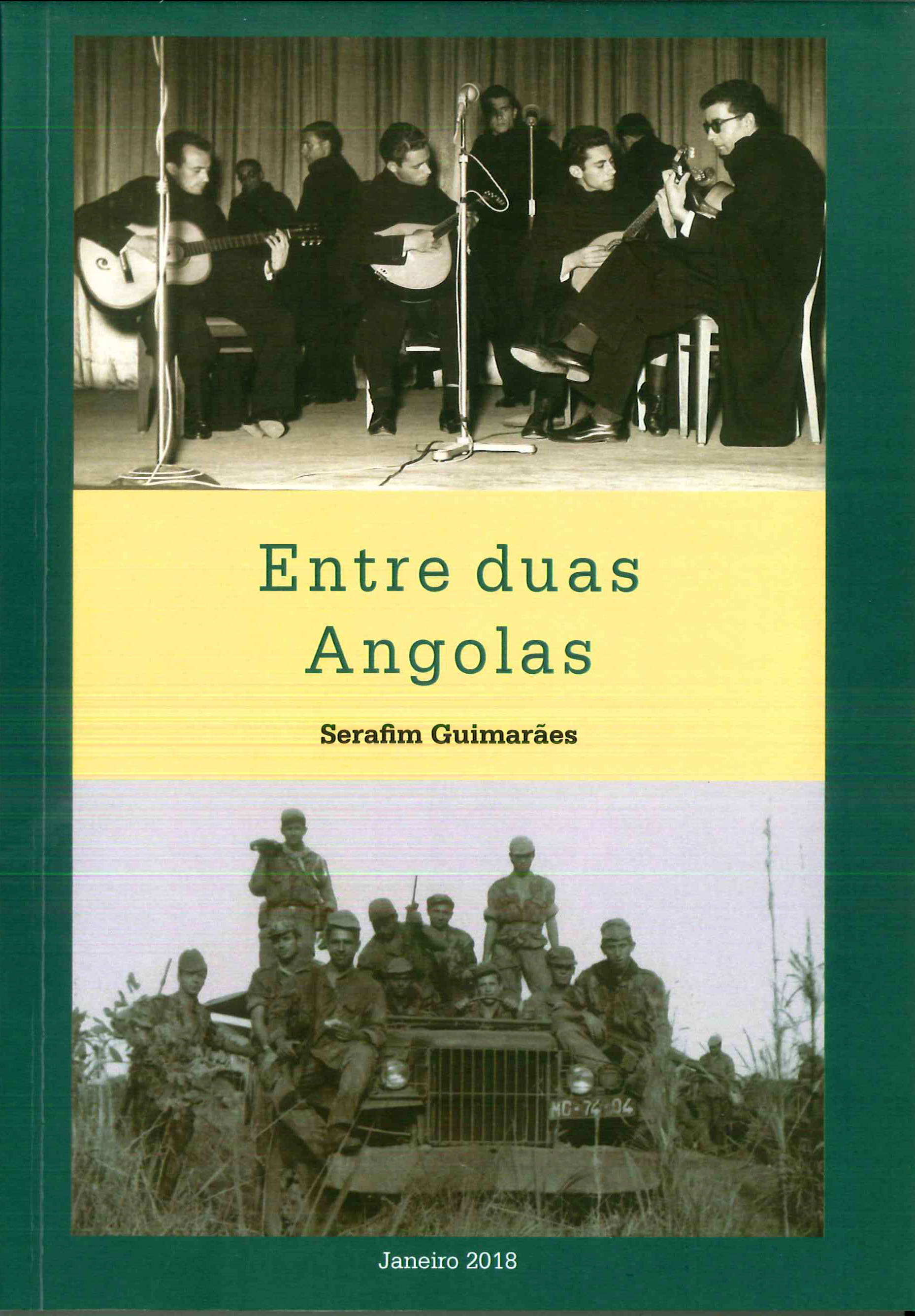
Capa do livro "Entre duas Angolas" da autoria de Serafim Guimarães.

- Terapêutica Medicamentosa e Suas Bases Farmacológicas (6 edições), autor de oito capítulos) ISBN 9789720060303[19]

### Outras publicações
Para além de ser autor de 61 ensaios sobre ciência, arte e cultura, apresentam-se:
- O Castelo de Santa Maria da Feira[20] (125 pp., 2008)

- Retratos Legendados[21] (90 pp. 2013) ISBN 9789897460029

- Termas de Monfortinho. 40 anos de história que passaram por mim - (1969-2009). Empresa Gráfica Feirense, S.A., 1.ª Edição. Depósito Legal: 413803/16

- Entre duas Angolas, 1ª Ed. (2018)

- Medicina, Arte e Vida (2020)

- Santa Casa da Misericórdia da Feira – História Revisitada | Guimarães, Serafim, pp 23 a 58; in O projeto MISERERE e a nova vida da velha Igreja da Santa Casa da Misericórdia da Feira / Guimarães[22], Serafim, et al; pref. Silva, Francisco Ribeiro da Silva; fot. Guimarães, Bárbara Rocha, et al – Santa Maria da Feira: Santa Casa da Misericórdia da Santa Maria da Feira (320 pp. 2021)
- Os Outros (2024)

## Homenagens
Em 2005, foi nomeado Professor Catedrático Emérito da Universidade do Porto. 
Em fevereiro de 2015 foi atribuído o seu nome ao arruamento de ligação  entre a rotunda do Europarque ao centro oncológico e Visionarium, em Espargo, Santa Maria da Feira.
Em 29 de outubro de 2021 foi-lhe atribuída por S. Exa., o Senhor Ministro da Ciência, Tecnologia e Ensino Superior, a Medalha de Mérito Científico do Ministério da Ciência, Tecnologia e Ensino Superior, instituída para galardoar as individualidades, nacionais ou estrangeiras, que, pelas suas elevadas qualidades profissionais e de cumprimento do dever, se tenham distinguido por valioso e excecional contributo para o desenvolvimento da Ciência ou da Cultura Científica em Portugal.